# Armeniska
Armeniska (armeniska: հայերեն, hajeren) är ett indoeuropeiskt språk som tillhör satemspråken. Språket talas i Armenien, Turkiet, Iran, Syrien, Libanon, Grekland och i Nagorno-Karabach. Utöver det talas armeniska av den armeniska diasporan som är spridd över hela världen. Språket skrivs med ett eget alfabet. 
Armeniskan utgör en egen gren i den indoeuropeiska språkfamiljen, där den närmaste nu levande släktingen är grekiskan. Även mellan dessa två är släktskapet mycket avlägset. Antagligen stod det frygiska språket däremot mycket nära armeniskan.
Språket har påverkats starkt av omgivningen och har så många lånord från de iranska språken att de västliga språkvetarna länge trodde att armeniskan var ett iranskt språk. Dessutom har armeniskan många gamla ord vars ursprung är helt okänt, och man antar att de kommit in från utdöda fornspråk som inte lämnat efter sig några skriftliga spår.

## Varianter
Armeniskan har två huvudvarianter: östlig och västlig armeniska. Före 1800-talet användes ett klassiskt litteraturspråk, det så kallade grabar eller krapar, som alltjämt hörs i den kyrkliga liturgin. Sedan dess har det dock i annat skriftligt bruk fått ge vika för moderna öst- och västarmeniska litteraturspråk, även om dessa har berikats med klassiska element.
Förenklat vilka som talar västlig armeniska respektive östlig:
- de armenier som kommer från Armenien och andra före detta sovjetrepubliker eller från Iran talar vanligtvis den östliga dialekten.
- de armenier som har sitt ursprung i nuvarande östra Turkiet (ibland kallat historiska Armenien), men som nu är spridda över hela världen talar vanligtvis västlig armeniska.

Det bör även påpekas att i bland annat USA och Kanada är den armeniska folkgruppen blandad av både väst- och östtalande. Västarmeniskan talas även av spridda grupper i före detta Sovjetunionen, även om den förhärskande varianten där är den östliga.
I Sovjetarmenien genomfördes på 1920-talet en rättskrivningsreform, som inte har accepterats av diasporan vare sig i Iran eller på andra håll. Skillnaderna mellan äldre och nyare rättskrivning är relativt små: den som lärt sig läsa armeniska enligt det ena systemet klarar också av det andra.

## Alfabet

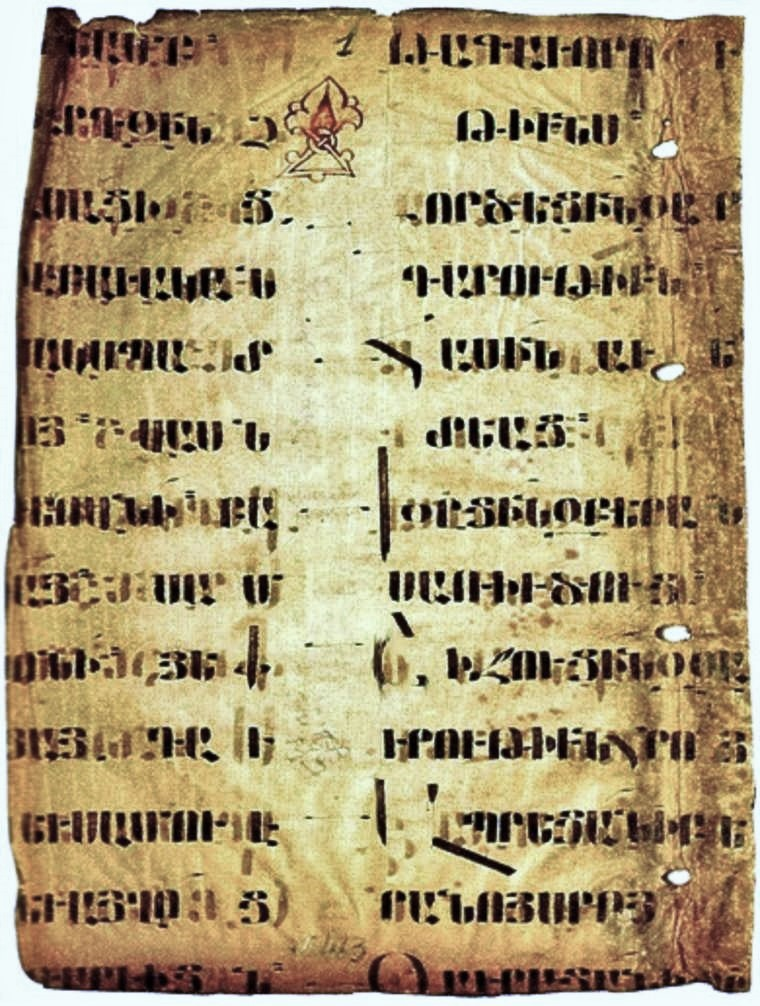
Armeniskt manuskript, från någon gång runt 500-talet, enligt vår tideräkning.

Det armeniska alfabetet uppfanns av patriark Isak den store och Mesrop Masjtots år 405. Alfabetet behövdes bland annat för att kunna översätta Bibeln till armeniska. Till en början bestod det av 36 bokstäver men senare tillkom två stycken, nämligen bokstäverna Օ och Ֆ. Som de flesta indoeuropeiska språk skriver man från vänster till höger. Ordningsföljden på bokstäverna tros vara inspirerad av grekiskan. Alfabetsordningen börjar med A (som kopplas till Astvadz, "Gud") och slutade med K (som kopplas till Kristos, "Kristus").
| Tecken | Tecken | IPA       | IPA       | Namn  | Namn | Transkription | Transkription | Transkription        | Numeriskt värde |
| V.     | g.     | Östarm.   | Västarm.  | Namn  | Namn | ALA-LC        | ISO 9985      | Svensk               | Numeriskt värde |
| ------ | ------ | --------- | --------- | ----- | ---- | ------------- | ------------- | -------------------- | --------------- |
| Ա      | ա      | [ɑ]       | [ɑ]       | այբ   | ajb  | a             | a             | a                    | 1               |
| Բ      | բ      | [b]       | [pʰ]      | բեն   | ben  | b             | b             | b                    | 2               |
| Գ      | գ      | [g]       | [kʰ]      | գիմ   | gin  | g             | g             | g                    | 3               |
| Դ      | դ      | [d]       | [tʰ]      | դա    | da   | d             | d             | d                    | 4               |
| Ե      | ե      | [ɛ], [jɛ] | [ɛ], [jɛ] | եչ    | jetj | e             | e             | e, je (initialt)     | 5               |
| Զ      | զ      | [z]       | [z]       | զա    | za   | z             | z             | z                    | 6               |
| Է      | է      | [ɛ]       | [ɛ]       | է     | e    | ē             | ē             | e                    | 7               |
| Ը      | ը      | [ə]       | [ə]       | ըթ    | et   | ě             | ë             | e                    | 8               |
| Թ      | թ      | [tʰ]      | [tʰ]      | թո    | to   | t‘            | t’            | t                    | 9               |
| Ժ      | ժ      | [ʒ]       | [ʒ]       | ժե    | zje  | zh            | ž             | zj                   | 10              |
| Ի      | ի      | [i]       | [i]       | ինի   | ini  | i             | i             | i                    | 20              |
| Լ      | լ      | [l]       | [l]       | լյուն | ljun | l             | l             | l                    | 30              |
| Խ      | խ      | [χ]       | [χ]       | խե    | che  | kh            | x             | ch                   | 40              |
| Ծ      | ծ      | [tsʼ]     | [dz]      | ծա    | tsa  | ts            | ç             | ts                   | 50              |
| Կ      | կ      | [kʼ]      | [g]       | կեն   | ken  | k             | k             | k                    | 60              |
| Հ      | հ      | [h]       | [h]       | հո    | ho   | h             | h             | h                    | 70              |
| Ձ      | ձ      | [dz]      | [tsʰ]     | ձա    | dza  | dz            | j             | dz                   | 80              |
| Ղ      | ղ      | [ʁ]       | [ʁ]       | ղատ   | ghat | gh            | ġ             | gh                   | 90              |
| Ճ      | ճ      | [tʃʼ]     | [ʤ]       | ճե    | tje  | ch            | č̣             | tj                   | 100             |
| Մ      | մ      | [m]       | [m]       | մեն   | men  | m             | m             | m                    | 200             |
| Յ      | յ      | [j], [h]  | [h], [j]  | հի    | hi   | y             | y             | j, i (efter s, t, z) | 300             |
| Ն      | ն      | [n]       | [n]       | նու   | nu   | n             | n             | n                    | 400             |
| Շ      | շ      | [ʃ]       | [ʃ]       | շա    | sja  | sh            | š             | sj                   | 500             |
| Ո      | ո      | [o], [vo] | [o], [vo] | վո    | vo   | o             | o             | o, vo (initialt)     | 600             |
| Չ      | չ      | [tʃʰ]     | [tʃʰ]     | չա    | tja  | ch‘           | č             | tj                   | 700             |
| Պ      | պ      | [pʼ]      | [b]       | պե    | pe   | p             | p             | p                    | 800             |
| Ջ      | ջ      | [ʤ]       | [tʃʰ]     | ջե    | dzje | j             | ǰ             | dzj                  | 900             |
| Ռ      | ռ      | [ɾ]       | [ɾ]       | ռա    | ra   | ṛ             | ṙ             | r                    | 1000            |
| Ս      | ս      | [s]       | [s]       | սե    | se   | s             | s             | s                    | 2000            |
| Վ      | վ      | [v]       | [v]       | վեվ   | vev  | v             | v             | v                    | 3000            |
| Տ      | տ      | [tʼ]      | [d]       | տյուն | tiun | t             | t             | t                    | 4000            |
| Ր      | ր      | [ɹ], [ɾ]  | [r]       | րե    | re   | r             | r             | r                    | 5000            |
| Ց      | ց      | [tsʰ]     | [tsʰ]     | ցո    | tso  | ts‘           | c’            | ts                   | 6000            |
| Ւ      | ւ      | [v]       | [v]       | ու    | u    | w             | w             | w                    | 7000            |
| Փ      | փ      | [pʰ]      | [pʰ]      | փյուր | pjur | p‘            | p’            | p                    | 8000            |
| Ք      | ք      | [kʰ]      | [kʰ]      | քե    | ke   | k‘            | k’            | k                    | 9000            |
| Օ      | օ      | [o]       | [o]       | օ     | o    | ō             | ò             | o                    |                 |
| Ֆ      | ֆ      | [f]       | [f]       | ֆե    | fe   | f             | f             | f                    |                 |

Digrafen ու uttalas /u/ och transkriberas 'u'. իւ, med modern ortografi յու, uttalas /ju/ och transkriberas 'ju'. Vanliga ligaturer: ﬓ (մ+ն, mn), ﬔ (մ+ե, me), ﬕ (մ+ի, mi), ﬖ (վ+ն, vn), ﬗ (մ+խ, mch), և (ե+ւ, ev, jev).

## Fonologi
Protoindoeuropeiska tonlösa klusiler är aspirerade i protoarmeniskan, en av de saker som har kopplats samman med glottalteorin, som bland annat förde fram idén att så skedde även i protoindoeuropeiskan.

### Betoning
I armeniskan betonas alltid den sista stavelsen, såvida den inte innehåller [ə], då den näst sista stavelsen betonas. Exempel: ɑχoɾˈʒɑk, mɑʁɑdɑˈnos, giˈni, men vɑˈhɑgən och ˈdɑʃtə.

### Vokaler
Modern armeniska har sex monoftonga vokalljud.
|        | Främre        | Främre       | Central | Bakre         | Bakre        |
|        | Orundad vokal | Rundad vokal | Central | Orundad vokal | Rundad vokal |
| ------ | ------------- | ------------ | ------- | ------------- | ------------ |
| Stängd | i ի i         |              |         |               | u ու u       |
| Mellan | ɛ ե, է e, ē   |              | ə ը ë   |               | o ո, օ o, ò  |
| Öppen  |               |              |         | ɑ ա a         |              |

### Konsonanter
Tabellen nedan listar det östarmeniska konsonantsystemet. Klusilerna och affrikatorna har en särskild serie med aspiration (transkriberad med ett grekiskt spiritus asper) efter bokstaven: p῾, t῾, c῾, č῾, k῾. Varje fonem i tabellen representeras av tre symboler. Den översta visar fonemets uttal enligt det internationella fonetiska alfabetet (IPA), därunder står motsvarande bokstav i det armeniska alfabetet, och underst den latinska translitterationen enligt ISO 9985.
|                      | bilabial    | labio- dental | alveolar      | post- alveolar | palatal | velar / uvular | glottal |
| -------------------- | ----------- | ------------- | ------------- | -------------- | ------- | -------------- | ------- |
| klusil               | p b պ բ p b |               | t d տ դ t d   |                |         | k ɡ կ գ k g    |         |
| aspirerad klusil     | pʰ փ p’     |               | tʰ թ t’       |                |         | kʰ ք k’        |         |
| nasal                | m մ m       |               | n ն n         |                |         |                |         |
| frikativ             |             | f v ֆ վ f v   | s z ս զ s z   | ʃ ʒ շ ժ š ž    |         | χ ʁ խ ղ x ġ    | h հ h   |
| affrikativ           |             |               | t͡s d͡z ծ ձ ç j | t͡ʃ d͡ʒ ճ ջ č̣ ǰ  |         |                |         |
| aspirerad affrikativ |             |               | t͡sʰ ց c’      | t͡ʃ չ č         |         |                |         |
| flapp                |             |               | ɾ ր r         |                | j -յ- y |                |         |
| tremulant            |             |               | r ռ ṙ         |                |         |                |         |
| lateral approximant  |             |               | l լ l         |                |         |                |         |

## Namn
Det är vanligt att armeniska efternamn avslutas med suffixet -յան, -jan. Det transkriberas, likt ryskan, som ian efter s, t och z. Formen yan används främst i engelskan.

## Indoeuropeisk språkjämförelse
Armeniska är ett indoeuropeiskt språk, och många av dess protoindoeuropeiska arvord är kognater med ord i andra indoeuropeiska språk, som till exempel svenska, engelska, latin, grekiska och sanskrit. Den här tabellen listan bara några av de tydligaste kognater som armeniskan delar med andra indoeuropeiska språk
| Armeniska                   | Engelska                                                           | Latin                                        | Persiska                          | Grekiska                     | Sanskrit           | PIE                                          |
| --------------------------- | ------------------------------------------------------------------ | -------------------------------------------- | --------------------------------- | ---------------------------- | ------------------ | -------------------------------------------- |
| mayr "moder"                | mother (< FE mōdor)                                                | māter "moder"                                | mādar "moder"                     | mētēr "moder"                | mātṛ "moder"       | *máH₂ter- "moder"                            |
| hayr "fader"                | father (< FE fæder)                                                | pater "fader"                                | pedar "fader"                     | patēr "fader"                | pitṛ "fader"       | *pH₂tér- "fader"                             |
| eġbayr "broder"             | brother (< FE brōþor)                                              | frāter "broder"                              | barādaṛ "broder"                  | phrātēr "broder"             | bhrātṛ "broder"    | *bʱráH₂ter- "broder"                         |
| dowstr "dotter"             | daughter (< FE dohtor)                                             |                                              | dukhtaṛ "dotter"                  | thugatēr "dotter"            | duhitṛ "dotter"    | *dʱugH₂-tér- "dotter"                        |
| kin "kvinna"                | queen (< FE cwēn "drottning, kvinna, fru")                         |                                              | kiana "fornpersiska: kvinna, fru" | gunē "kvinna, fru"           | gnā/jani "kvinna"  | *gʷén-eH₂- "kvinna, fru"                     |
| im "min"                    | my, mine (< FE min)                                                | meus, mea, meum "min"                        | man/min "min"                     | emeo "min"                   | mama "min"         | *mene- "min"                                 |
| anown "namn"                | name (< FE nama)                                                   | nōmen "namn"                                 | nōm "namn"                        | onoma "namn"                 | nāman "namn"       | *H₁noH₃m-n̥- "namn"                           |
| owt' "åtta"                 | eight (< FE eahta)                                                 | octō "åtta"                                  | (h)asht "åtta"                    | oktō "åtta"                  | aṣṭa "åtta"        | *H₁oḱtō(u) "åtta"                            |
| inn "nio"                   | nine (< FE nigon)                                                  | novem "nio"                                  | noh "nio"                         | ennea "nio"                  | nava "nio"         | *(H₁)néwn̥ "nio"                              |
| tas "tio"                   | ten (< FE tien) (< protogermanska *tekhan)                         | decem "tio"                                  | dah "tio"                         | deka "tio"                   | daśa "tio"         | *déḱm̥ "tio"                                  |
| ačk' "öga"                  | eye (< FE ēge)                                                     | oculus "öga"                                 | chačm "öga"                       | ophthalmos "öga"             | akṣan "öga"        | *H₃okʷ- "att se"                             |
| armownk "armbåge"           | arm (< FE earm "kroppsdelar nedanför axeln")                       | armus "axel"                                 | arenj "armbåge"                   | arthron "led"                | īrma "arm"         | *H₁ar-mo- "foga samman"                      |
| çownk "knä"                 | knee (< FE cnēo)                                                   | genū, "knä"                                  | zānu "knä"                        | gonu "knä"                   | jānu "knä"         | *ǵénu- "knä"                                 |
| otk' "fot"                  | foot (< FE fōt)                                                    | pēs "fot"                                    | pā "fot"                          | podi "fot"                   | pāda "fot"         | *pod-, *ped- "fot"                           |
| sirt "hjärta"               | heart (< FE heorte)                                                | cor "hjärta"                                 | galb "hjärta"                     | kardia "hjärta"              | hṛdaya "hjärta"    | *ḱerd- "hjärta"                              |
| kaši "skinn"                | hide (< FE hȳdan)                                                  | cutis "skinn"                                | pust "skinn"                      | keuthō "jag gömmer mig"      | kuṭīra "hydda"     | *keu- "gömma sig, dölja"                     |
| mowk "mus"                  | mouse (< FE mūs)                                                   | mūs "mus"                                    | mūṣ "mus"                         | mus "mus"                    | mūṣ "mus"          | *muH₁s- "mus, liten gnagare"                 |
| kov "ko"                    | cow (< FE cū)                                                      | bōs "nötkreatur", "ko"                       | gov "ko"                          | bous "ko"                    | go "ko"            | *gʷou- "ko"                                  |
| šown "hund"                 | hound (< FE hund)                                                  | canis "hund"                                 | sag "hund"                        | kuōn "hund"                  | śvan "hund"        | *ḱwon- "hund"                                |
| tari "år"                   | year (< FE gēar)                                                   | hōrnus "från detta år"                       | yare "år"                         | hōra "tid, år"               | yare "år"          | *yeH₁r- "år"                                 |
| amis "månad"                | moon, month (< FE mōnaþ)                                           | mēnsis "månad"                               | mah "måne, månad"                 | mēn "måne, månad"            | māsa "måne, månad" | *meH₁ns- "måne, månad"                       |
| amaṙ "sommar"               | summer (< FE sumor)                                                |                                              |                                   |                              | samā "årstid"      | *sem- "den varma tiden på åretyear"          |
| ǰerm "varm"                 | warm (< FE wearm)                                                  | formus "varm"                                | kerm "varm"                       | thermos "varm"               | gharma "hetta"     | *gʷʰerm- "varm"                              |
| lowys "ljus"                | light (< FE lēoht "ljus")                                          | lucere, lux, lucidus "att skina, ljus, klar" | ruz "dag"                         | leukos "ljus, skinande, vit" | roca "skinande"    | *leuk- "ljus"                                |
| howr "flamma"               | fire (< FE fȳr)                                                    | umbriska pir "eld"                           | azer "eld"                        | pur "eld"                    | pu "eld"           | *péH₂wr̥- "eld"                               |
| heṙow "fjärran"             | far (< FE feor "fjärran")                                          | per "genom"                                  | fara "bortom"                     | pera "bortom"                | paras "bortom"     | *per- "genom, över, bortom"                  |
| helowm "jag häller"         | flow (< FE flōwan)                                                 | pluĕre "regna"                               | pur "hälla"                       | plenō "jag tvättar"          | plu "att simma"    | *pleu- "flöde, flyta"                        |
| owtem "jag äter"            | eat (< FE etan)                                                    | edūlis "ätbar"                               | xur "äta"                         | edō "jag äter"               | admi "jag äter"    | *ed- "att äta"                               |
| gitem "jag vet"             | wit (< FE wit, witan "intelligens, att veta")                      | vidēre "att se"                              | old persian vida "kunskap"        | eidenai "att veta"           | vid "att veta"     | *weid- "att veta, att se"                    |
| get "flod"                  | water (< FE wæter)                                                 | umbriska utur "vatten"                       | rōd "flod"                        | hudōr "vatten"               | udan "vatten"      | (*wodor, *wedor, *uder-) from *wed- "vatten" |
| gorç "arbete"               | work (< FE weorc)                                                  | urgēre "driva"                               | kar "arbete"                      | ergon "arbete"               | varcas "aktivitet" | *werǵ- "att arbeta"                          |
| meç "stor"                  | much (< FE mycel "stora, många")                                   | magnus "stor"                                | mega "stor"                       | megas "stor"                 | mahant "stor"      | *meǵ- "stor"                                 |
| ançanot' "konstig, okänd"   | unknown (< FE uncnawen)                                            | ignōtus, ignōrāns "okänd, okunnig"           | ajñāvi "främling, okänd"          | agnōstos "okänd"             | ajñāta "oänd"      | *n- + *ǵneH₃- "inte" + "att veta"            |
| meṙaç "död"                 | murder (< FE morþor)                                               | mortālis "dödlig"                            | marg "död" / morde "död"          | ambrotos "odödlig"           | mṛta "död"         | *mrtro-, from (*mor-, *mr-) "att dö"         |
| mēǰteġ "mitt"               | mid, middle (< FE mid, middel)                                     | medius "mitt"                                | meyan "mitt"                      | mesos "mitt"                 | madhya "mitt"      | *medʱyo- from *me- "mitt"                    |
| ayl "annan"                 | else (< FE elles "annan, annars, annorlunda")                      | alius, alienus "annan, en annan"             |                                   | allos "annan, en annan"      | anya "annan"       | *al- "bortom, annan"                         |
| nor "ny"                    | new (< FE nīwe)                                                    | novus "ny"                                   | now "ny"                          | neos "ny"                    | nava "ny"          | *néwo- "ny"                                  |
| dowṙ "dörr"                 | door (< FE dor, duru)                                              | foris "dörr"                                 | dar "dörr"                        | thura "dörr"                 | dvār "dörr"        | *dʱwer- "dörr, port"                         |
| town "hus"                  | timber (< FE timber "träd använda som byggnadsmaterial, struktur") | domus "hus"                                  | khone "hem"                       | domos "hus"                  | dama "hus"         | *domo-, *domu- "hus"                         |
| berri, berel "fertil, bära" | bear (< FE beran "föda")                                           | ferre, fertilis "bära, fruktbar"             | bar "föda"                        | pherein "att bära"           | bharati "bära"     | *bʱer- "att bära"                            |